# Râul Nedeiu
Râul Nedeiu este un curs de apă, afluent al râului Sebeș. 